# Max Briand
Pour les articles homonymes, voir Briand.
Max Briand, né le 18 février 1905 à Sillé-le-Guillaume et mort le 24 mars 1992 à Paris 16e, est un général de division français actif au Cameroun et connu pour avoir réduit la tentative de sécession du pays bamiléké.

## Biographie

### Enfance, éducation et débuts
Max Briand, né le 18 février 1905 à Sillé-le-Guillaume et mort le 24 mars 1992 à Paris 16e.

### Carrière
Il est commandant en Indochine dans les années 1947 à 1949; il est ensuite affecté en Algérie et il termine sa carrière à Metz,,,.
Spécialiste de la guerre contre-insurrectionnelle, il est le général chargé du commandement de l'armée française au Cameroun en 1960. Pour écraser la rébellion de l'Union des populations du Cameroun (UPC), l'armée française organise en quelques mois le regroupement forcé de centaines de milliers de personnes et procède à des bombardements aériens contre les maquis. Cette opération, selon certaines estimations, a provoqué la mort de 2 600 personnes.